# Anastasiya Kirpíchnikova
Anastasiya Dmítriyevna Kirpíchnikova (en ruso: Анастасия Дмитриевна Кирпичникова; Ekaterimburgo, 24 de junio de 2000) es una deportista rusa nacionalizada francesa que compite en natación, especialista en el estilo libre.
Participó en dos Juegos Olímpicos de Verano, obteniendo una medalla de plata en París 2024, en la prueba de 1500 m libre, y en Tokio 2020 el séptimo lugar en los 1500 m libre y el octavo en los 800 m libre.
Ganó una medalla de plata en el Campeonato Mundial de Natación en Piscina Corta de 2021, tres medallas en el Campeonato Europeo de Natación de 2021 y seis medallas en el Campeonato Europeo de Natación en Piscina Corta, en los años 2021 y 2023.
Se formó como entrenadora en la Universidad Estatal de Educación Física de los Urales en Ekaterimburgo.

## Palmarés internacional
| Representando a Rusia               |                    |                   |                       |
| Campeonato Mundial en Piscina Corta |                    |                   |                       |
| Año                                 | Lugar              | Medalla           | Prueba                |
| 2021                                | Abu Dabi (EAU)     | Medalla de plata  | 800 m libre           |
| Campeonato Europeo                  |                    |                   |                       |
| Año                                 | Lugar              | Medalla           | Prueba                |
| 2021                                | Budapest (Hungría) | Medalla de plata  | 800 m libre           |
| 2021                                | Budapest (Hungría) | Medalla de plata  | 1500 m libre          |
| 2021                                | Budapest (Hungría) | Medalla de bronce | 4 × 200 m libre mixto |
| Campeonato Europeo en Piscina Corta |                    |                   |                       |
| Año                                 | Lugar              | Medalla           | Prueba                |
| 2021                                | Kazán (Rusia)      | Medalla de oro    | 400 m libre           |
| 2021                                | Kazán (Rusia)      | Medalla de oro    | 800 m libre           |
| 2021                                | Kazán (Rusia)      | Medalla de oro    | 1500 m libre          |
| Representando a Francia             |                    |                   |                       |
| Juegos Olímpicos                    |                    |                   |                       |
| Año                                 | Lugar              | Medalla           | Prueba                |
| 2024                                | París (Francia)    | Medalla de plata  | 1500 m libre          |
| Campeonato Europeo en Piscina Corta |                    |                   |                       |
| Año                                 | Lugar              | Medalla           | Prueba                |
| 2023                                | Otopeni (Rumania)  | Medalla de oro    | 800 m libre           |
| 2023                                | Otopeni (Rumania)  | Medalla de oro    | 1500 m libre          |
| 2023                                | Otopeni (Rumania)  | Medalla de plata  | 400 m libre           |